# No Entiendo
No Entiendo, è il quinto singolo dalla cantante Messico Belinda, dal suo album di debutto Belinda, featuring con il gruppo musicale spagnolo Andy & Lucas. È uscito nel 2004 dalla Sony BMG.

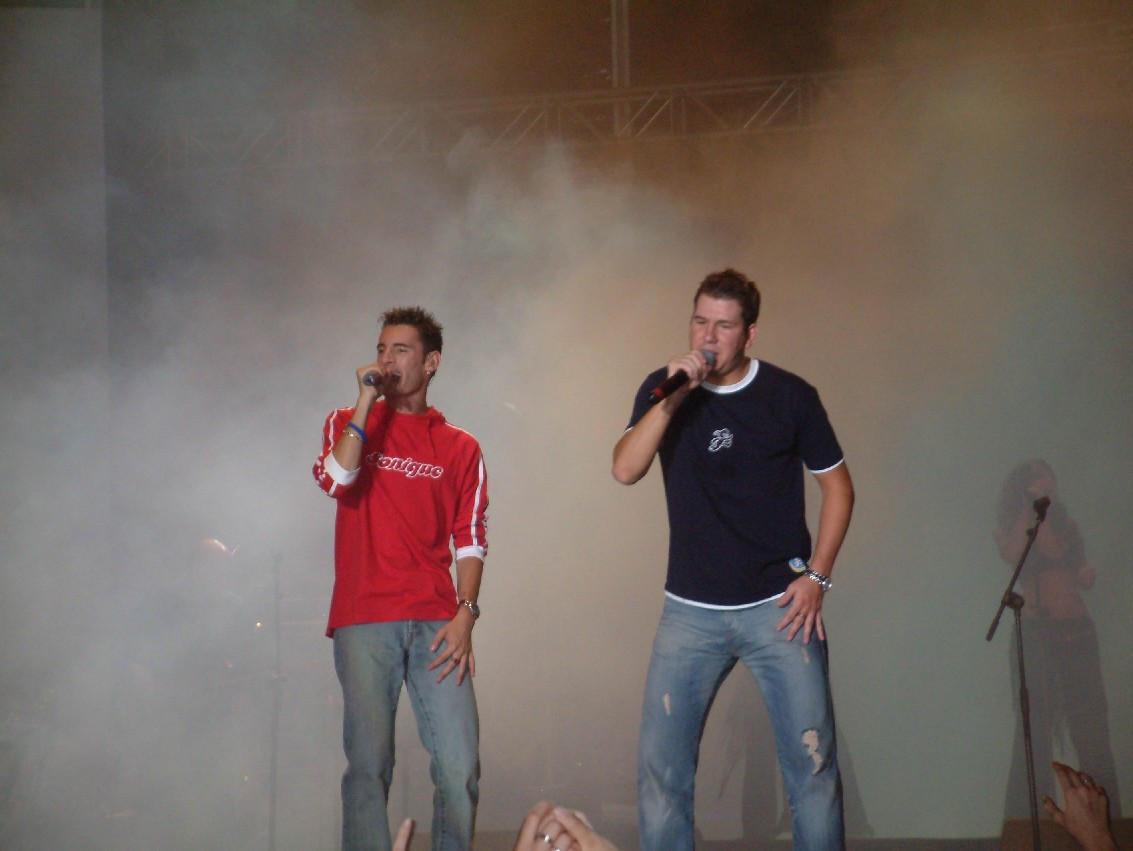
Andy y Lucas

## Informazioni
La canzone scritta da Daniel Gibson adattata da Belinda, prodotta da Mauri Stern. È la versione spagnola di I Don't Understand You, della band K-Otic.

## Videoclip
Nel video appare Belinda, e Andy & Lucas nella Plaza Mayor di Madrid. Nel video appare il duo spagnolo che canta la canzone dentro una stanza dell'appartamento in Plaza Mayor mentre Belinda lo fa all'esterno. Un bambino fotografa Belinda mentre lei canta. Poi si dirige all'appartamento dove incontra il duo e li fotografa. Il video fu girato nel novembre del 2004.

## Classifiche
| Classifica (2004 - 2005)      | Posizione massima |
| ----------------------------- | ----------------- |
| Messico Top 100               | 15                |
| Perù Top 100                  | 4                 |
| Spagna Top 50                 | 1                 |
| Brasile Top 100               | 59                |
| Bolivia Top 20                | 8                 |
| Spagna/America Latina Top 100 | 90                |